# マリーナ (小惑星)
マリーナ(1202 Marina)は、小惑星帯の最も外側に位置する、原始的なヒルダ群の小惑星である。直径は、約55kmである。グリゴリー・ネウイミンが1931年にクリミア天体物理天文台で発見した。後に、第二次世界大戦により若年で死去したプロコヴォ天文台のサイエンスコラボレーターであるMarina Lavrova–Bergを称えて名付けられた。

## 発見
マリーナは、1931年9月13日に、ソビエト連邦の天文学者グリゴリー・ネウイミンにより、クリミア半島のクリミア天体物理天文台で発見された。2日後の夜、ドイツの天文学者カール・ラインムートがケーニッヒシュトゥール天文台で独立に発見した。小惑星センターは、最初の発見者のみを認定した。
この小惑星は、1924年11月にケーニッヒシュトゥール天文台でA924 WGとして最初に観測されていた。観測弧も、シメイズでの公式な発見から6年以上さかのぼる1925年1月にハイデルベルクで始まっている。

## 軌道と分類
マリーナは、ヒルダ群の小惑星で、小惑星帯の最も外側に位置し、木星と2:3の軌道共鳴状態にある。太陽から3.3-4.7天文単位の軌道を7年12カ月（2,920日）かけて公転する。軌道離心率は0.17、黄道に対する軌道傾斜角は3°である。

## 物理的性質
小惑星のスペクトル分類#トーレンの分類では、P型小惑星に分類される。

### 自転周期
1990年代、ヨーロッパの天文学者によるヒルダ群の観測により、マリーナの光度曲線が得られた。光度曲線の分析で、9.45時間ごとに光度が0.29等級変化するという精度の高い結果が得られた。2010年10月、カリフォルニア州のパロマートランジエントファクトリーの天文学者によるRバンドの測光観測により、9.571時間で光度が0.09等級変化すると言う、似たような結果が得られた。

### 直径とアルベド
赤外線天文衛星IRASと日本のあかりによる観測によると、マリーナの直径は、各々54.93kmと63.76km、また表面アルベドは、各々0.0337、0.026と低い値であった。
Collaborative Asteroid Lightcurve Link(CALL)では、絶対等級10.28に基づき、アルベドを0.045、直径を55.07kmとしている。

## 命名
1931年から1942年までサンクトペテルブルク近郊のプロコヴォ天文台で勤めていたサイエンスコラボレーターであるMarina Lavrova–Berg（1898年-1943年）を称えて名付けられた。